# Samsom Amare
Samsom Amare (* 1. Januar 1994) ist ein eritreischer Leichtathlet, der sich auf den Langstreckenlauf spezialisiert hat. 2024 siegte er im Halbmarathon bei den Afrikaspielen in Accra.

## Sportliche Laufbahn
Erste internationale Erfahrungen sammelte Samsom Amare bei den Crosslauf-Weltmeisterschaften 2023 in Bathurst, bei denen er nach 31:12 min auf den 25. Platz im Einzelrennen gelangte. Im Oktober belegte er bei den Straßenlauf-Weltmeisterschaften in Riga nach 1:00:19 h den neunten Platz im Halbmarathon. Im Jahr darauf siegte er in 1:05:04 h bei den Afrikaspielen in Accra. Im August gelangte er bei den Olympischen Sommerspielen in Paris nach 2:08:56 h auf den zehnten Platz im Marathonlauf.

## Persönliche Bestleistungen
- 10-km-Straßenlauf: 29:00 min, 29. April 2018 in Würzburg
- Halbmarathon: 1:00:08 h, 25. September 2022 in Belfort
- Marathon: 2:07:10 h, 16. Dezember 2023 in Abu Dhabi